# Медичи, Карло
Ка́рло Ме́дичи (лат. Carolus Medices, итал. Carlo de Medici), или Ка́рло, сын Фердина́ндо Ме́дичи (итал. Carlo di Ferdinando de Medici; 19 марта 1595, Флоренция, великое герцогство Тосканское — 17 июня 1666, там же) — сын тосканского правителя Фердинандо I из дома Медичи, принц Тосканский, кардинал-дьякон Санта-Мария-ин-Домника, Сан-Никола-ин-Карчере, Сант-Эустакьо, кардинал-священник Сан-Систо, кардинал-епископ Сабины, Фраскати, Порто-Санта Руфины и Остии и Веллетри, вице-декан и декан Священной Коллегии кардиналов. Протектор испанского королевства при Святом Престоле.
Меценат и коллекционер, покровитель театральных академий. Картины из его коллекции ныне входят в собрания нескольких тосканских музеев.

## Биография

### Семья
Карло родился во Флоренции 19 марта 1595 года. Он был пятым ребёнком и третьим сыном Фердинандо I, великого герцога Тосканы и Кристины Лотарингской, принцессы из Лотарингского дома. По линии отца приходился внуком Козимо I, великому герцогу Тосканы и Элеоноре Альварес де Толедо, аристократке из дома Альварес де Толедо, состоявшей в родстве с королями Испании. По линии матери был внуком Карла III, герцога Лотарингии и Клавдии Французской, принцессы из дома Валуа. Прабабкой Карло по материнской линии была французская королева Екатерина Медичи.

### Церковная карьера
По семейной традиции Карло, как второму сыну, была уготована церковная карьера. Он получил хорошее образование, которое подготовило его к предстоящему служению в папской курии. В 1611 году по заказу великой герцогини для него был создан учебник, в котором подробно описывались структура и церемониал папского двора в Риме. В девятнадцатилетнем возрасте Карло начал изучать древнееврейский язык и тогда же был возведен в кардиналы папой римским Павлом V на консистории от 2 декабря 1615 года. 18 мая следующего года ему был присвоен титул кардинала-дьякона Санта-Мария-ин-Домника. Несмотря на это, Карло продолжал жить во Флоренции, как принц. Его ежегодный пансион в то время ограничивался суммой в семьдесят тысяч скудо.
Он был кардиналом-выборщиком на конклавах 1621 и 1623 годов, на которых римскими папами были избраны Григорий XV и Урбан VIII. Вместе с кардиналами из Савойского дома и домов Фарнезе и Эсте основал группу, оппозиционную Священной Коллегии кардиналов. 2 октября 1623 года ему был присвоен титул кардинала-дьякона Сан-Никола-ин-Карчере. Карло протестовал против декрета папы Урбана VIII от 10 июня 1630 года, предоставившего право всем кардиналам, вне зависимости от ранжирования, носить титул «Его Высокопреосвященство». В 1634 году, как аббат-коммендатарий, стал получать доходы от монастыря святого Стефана в Карраре; в дальнейшем он был аббатом-коммендатарием нескольких крупных аббатств. Во Флоренции покровительствовал театинцам.
Год спустя Карло был назначен протектором испанского королевства при Святом Престоле и протектором валломброзиан, из-за чего ему пришлось переехать из Флоренции в Рим. Он был кардиналом-протодьяконом на конклаве 1644 года, на котором римским папой был избран Иннокентий X. Именно Карло провозгласил знаменитое «У нас есть папа» и возложил тиару на голову нового понтифика. В признательность за помощь в избрании на конклаве, папа даровал титул кардинала его племяннику Джованни Карло Медичи. 17 октября 1644 года ему был присвоен титул кардинала-дьякона Сант-Эустакьо, который 12 декабря того же года он сменил на титул кардинала-священника Сан-Систо.
6 марта 1645 года Карло был номинирован в кардиналы-епископы Сабины. Его хиротонию 17 апреля того же года возглавил монсеньор Аннибале Бентивольо, титулярный архиепископ Фив, а 25 октября Карло был присвоен титул кардинала-епископа Фраскати. 29 апреля 1652 года римский папа Иннокентий X назначил его кардиналом-епископом Порто и Санта Руфина и вице-деканом Священной коллегии кардиналов. 23 сентября того же года, Карло стал деканом Священной коллегии кардиналов и кардиналом-епископом Остии и Веллетри. Он осуществлял контроль над конклавом 1655 года, на котором римским папой был избран Александр VII. По поручению папы, 20 декабря 1655 года принимал в Риме Кристину, королеву Швеции.

### Увлечения
Карло, несмотря на духовный сан, не оставлял светских увлечений. Он был охотником и игроком, гурманом и дамским угодником, любил устраивать балы и торжественные приёмы. Он так увлёкся садоводством, что в 1640 году приобрёл во Флоренции сады Оричеллари. А увлечение скачками увенчалось победой его лошади на флорентийских гонках 1662 года.
Ещё больше ему нравились музыка и театр. Карло покровительствовал двум флорентийским музыкально-театральным академиям — Иммобили и Инфуокати. Как и большинство членов его семьи, он был страстным коллекционером произведений искусства и меценатом. Доходы, которые кардинал получал от церковного служения, он тратил на благоустройство личных апартаментов в Палаццо Питти и Казино (домика) Сан-Марко во Флоренции, который он приобрёл в 1621 году после смерти предыдущего хозяина. За этот домик на площади святого Марка Карло уступил племяннику часть Палаццо Медичи во Флоренции, или, как его ещё называют, «Старого дома». В великом герцогстве Тосканском ему также принадлежали виллы Кареджи, Черрето-Гвиди, Петрая, Треббьо и Кафаджоло. В Риме Карло был хозяином Палаццо Мадама, которое перешло к нему от отца, и виллы Медичи на Пинчо.
Стены Казино Сан-Марко по заказу Карло Медичи были украшены фресками работы Фабрицио Боски, Маттео Росселли, Филиппо Таркьяни, Анастаджо Фонтебуони, Оттавио Ваннини и Микеланджело Чинганелли. В этом доме он хранил большую библиотеку и коллекцию живописи, включавшую более трёхсот картин, в числе которых были картины работы Тициана и Андреа дель Сарто. Для этой коллекции в 1621—1624 годах им были приобретены произведения Джованни Ланфранко, Гвидо Рени, Франческо Курради, Якопо да Эмполи, Рутилио Манетти, Доменико Пассиньяно, Маттео Росселли, Франческо Рустичи и Доменико Фрилли Крочи. Для увеличения площади Палаццо Мадама в Риме Карло пригласил архитектора Паоло Марушелли. В 1638—1641 годах стены этого дворца были расписаны фресками Джованни Антонио Лелли, Пьетро Паоло Бальдини, Раффаэлло Ванни и Джованни Антонио Галли.

### Поздние годы
Карло умер 17 июня 1666 года на вилле маркиза Карло Джерини на холме Монтуги во Флоренции. Его похоронили в семейной усыпальнице — капелле Медичи в базилике святого Лаврентия.
В 2004 году останки Карло были эксгумированы. Была констатирована их хорошая сохранность, позволившая в ходе исследований, проведённых специалистами Пизанского и Флорентийского университетов, а также работниками из Инспекции музеев Флоренции, установить, что кардинал во время жизни страдал многочисленными заболеваниями. Эта информация полностью подтвердила архивные данные. У Карло был врождённый синдром Клиппеля — Фейля. В восьмилетнем возрасте он переболел туберкулезом, что привело к развитию туберкулёзного спондилита, или болезни Потта. С двадцати четырёх лет у кардинала начались острые боли в ногах и руках. Современные ему медики диагностировали это заболевание как подагру. Тяжёлые приступы преследовали его в течение всей жизни. В последние годы он утратил трудоспособность, включая возможность писать. Современные исследования подтвердили у кардинала ревматоидный артрит. У него развился бронхит, который и стал причиной смерти; Карло умер от бронхопневмонии.